# Pole Marsowe

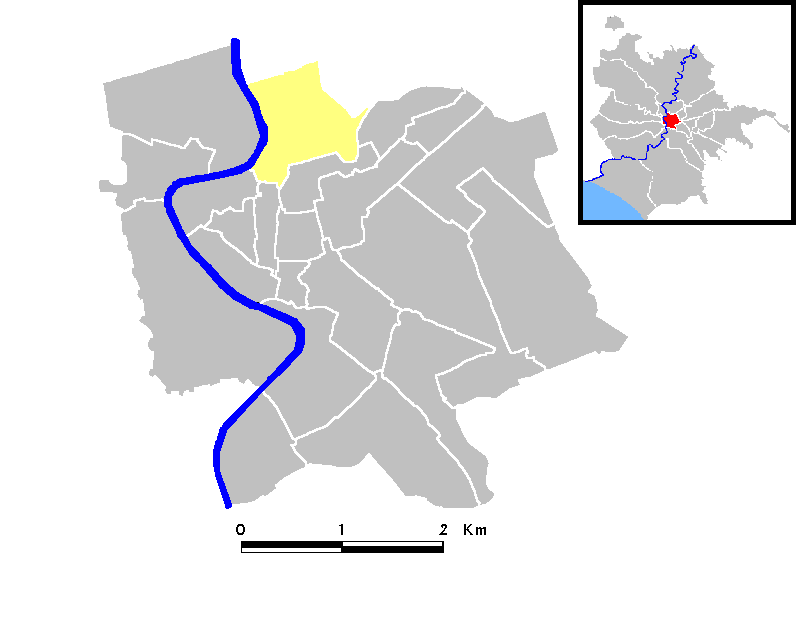
Lokalizacja rione Pola Marsowego, który stanowi tylko mniejszą część Pola Marsowego

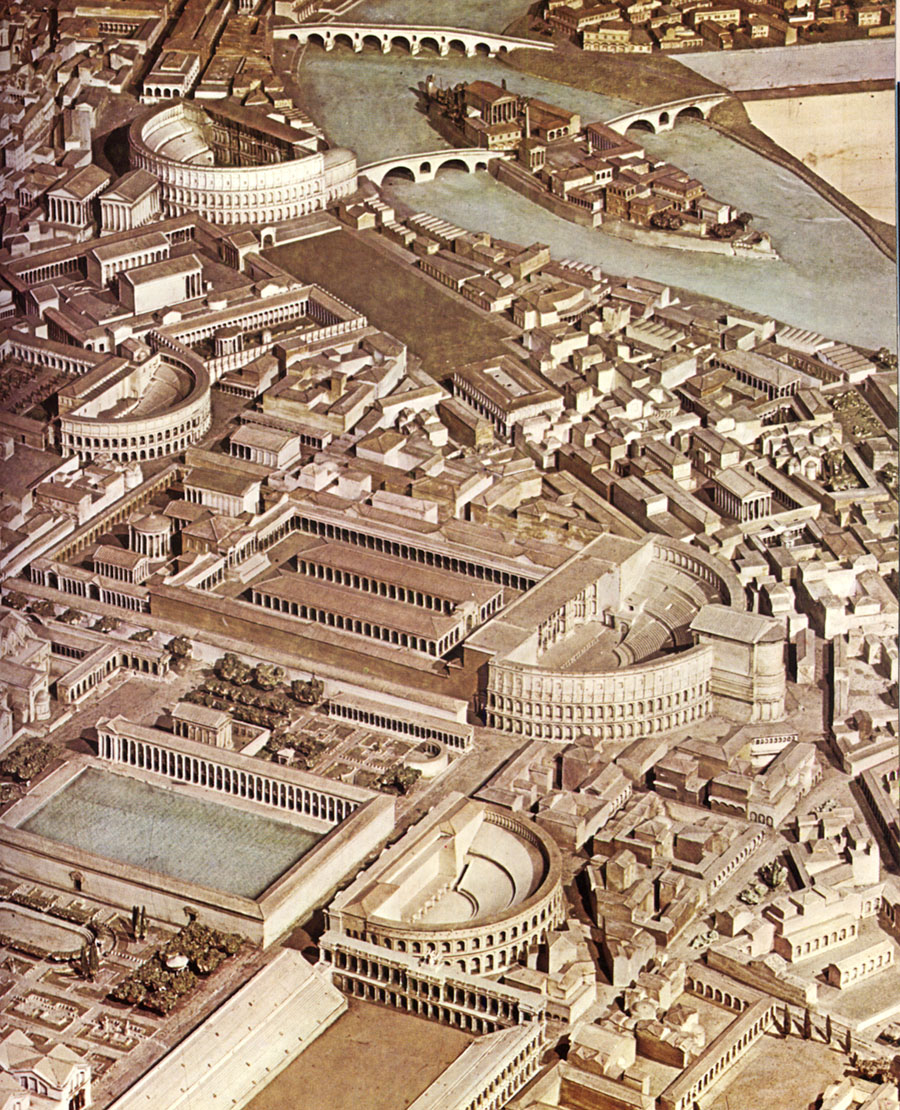
Model starożytnego Pola Marsowego (ok. 300)

Pole Marsowe (łac. Campus Martius) – miejsce w starożytnym Rzymie, pozostające poza tzw. murami serwiańskimi, w zakolu Tybru, na zachód od Kapitolu (nie pokrywa się z rione Campo Marzio). Obszar o powierzchni ok. 25 ha w czasach królewskich poświęcony był Marsowi.

## Historia
Według tradycji Pole Marsowe należało do Tarkwiniusza Pysznego, ostatniego króla Rzymu. Po wygnaniu z Rzymu król usiłował przez posłów pertraktować w sprawie zwrotu nieruchomości, a w tajemnicy knuł spisek w celu przywrócenia władzy w mieście. Po wykryciu tych knowań posłowie zostali wydaleni z miasta, a owe nieruchomości uznane za własność państwa i poświęcone Marsowi.
W V w. p.n.e. wybudowano tu świątynię Apollina, w III w. p.n.e. świątynie Bellony, Janusa i Spes, oraz Cyrk Flaminiusza; w II w. p.n.e. świątynie Herkulesa i Muz, Junony, Larów oraz portyki Metellusa i Minuciusa. W I w. p.n.e. powstały tu świątynie Juturny i Venus Victrix, Tabularium (archiwum państwowe), portyki Filipa i Pompejusza, teatr Pompejusza wraz ze świątynią Jowisza Statora oraz Saepta Julia. Cezar kazał tu założyć sztuczne jezioro, na którym inscenizowano bitwy morskie (naumachia). Pierwsza naumachia odbyła się w 46 p.n.e. Pole Marsowe włączył do Urbs dopiero cesarz Oktawian August. W 29 roku p.n.e. otwarto Amfiteatr Statyliusza Taurusa.
Początkowo, w pierwszych wiekach republiki, odbywały się tu masowe imprezy pod gołym niebem: ogłaszany corocznie przez konsulów zaciąg do wojska, zebrania wyborcze, comitia centuriata; tu cenzorowie przeprowadzali co 5 lat cenzus. Na zabudowę Pola Marsowego wpłynął dekret z 88 p.n.e., na mocy którego południowa część Pola została przeznaczona na sprzedaż w celu pozyskania środków na wojnę z Mitrydatesem VI.
W okresie cesarstwa Pole Marsowe traci na znaczeniu politycznym, wobec zniesienia comitia centuriata, za to zaczyna powstawać tu wiele monumentalnych obiektów reprezentacyjnych. Za panowania Augusta na Polu Marsowym wybudowano wiele budowli o charakterze publicznym. Powstały tu termy Agryppy, teatry Marcellusa i Balbusa, Panteon, ołtarz Ara Pacis, Mauzoleum Augusta, portyk Oktawii. Tyberiusz wzniósł tu swój łuk triumfalny, Neron – łuk triumfalny, amfiteatr i termy, Domicjan – odeon i stadion, Hadrian – łuk triumfalny, Antoninus Pius – kolumnę i świątynię ubóstwionego Hadriana, Aleksander Sewer – bazylikę i termy, Aurelian – świątynię Słońca i koszary kohorty miejskiej.
W 271 r. Aurelian otaczając Rzym nowymi murami obronnymi włączył Pole Marsowe do zespołu miejskiego. Główną arterią komunikacyjną dzielnicy była Via Flaminia.